# Lý Văn Trung
Kỳ Dương Vũ Tĩnh vương Lý Văn Trung (chữ Hán: 李文忠, 1339 – 22 tháng 3 năm 1384) là tướng lãnh, khai quốc công thần nhà Minh trong lịch sử Trung Quốc. Ông là con nuôi và là cháu gọi Minh Thái Tổ bằng cậu, một trong 6 khai quốc công thần được Minh Thái Tổ truy phong tước vương (những người còn lại là Trung Sơn vương Từ Đạt, Khai Bình vương Thường Ngộ Xuân, Ninh Hà vương Đặng Dũ, Đông Âu vương Thang Hòa, Kiềm Ninh vương Mộc Anh).

## Thân thế
Ông tự Tư Bản, tên lúc nhỏ là Bảo Nhi, người huyện Hu Dị, phủ Tứ Châu, hành tỉnh Giang Tô . Mẹ là chị gái của Chu Nguyên Chương. Bảo Nhi lên 12 tuổi, mẹ mất, nên ông được cha đưa đi lánh nạn. Hai cha con di chuyển giữa buổi loạn lạc, mấy lần suýt chết, trải qua 2 năm thì gặp được Nguyên Chương ở Trừ Dương. Nguyên Chương thấy cháu thì rất vui, nhận làm con nuôi, cho theo họ mình,  đặt tên là Văn Trung. Nguyên Chương tìm thầy dạy học cho Văn Trung, luôn giữ ở bên mình. Văn Trung lên 16 tuổi, được theo Nguyên Chương chinh chiến các nơi; dẫu ở trên lưng ngựa, cũng tùy việc mà được cậu chỉ bảo.  

## Khởi nghiệp
Lên 19 tuổi, Văn Trung lấy thân phận xá nhân đem theo thân quân, tham gia cứu viện Trì Châu, phá quân đội của chánh quyền Thiên Hoàn (do bọn Từ Thọ Huy lập ra), kiêu dũng trùm chư tướng. Văn Trung riêng đánh Thanh Dương, Thạch Đại, Thái Bình, Tinh Đức, đều hạ được. Sau đó Văn Trung đánh bại Viện phán A Lỗ Hôi của nhà Nguyên ở Vạn Niên nhai, rồi đánh bại quân người Miêu ở Vu Tiềm, Xương Hóa. Văn Trung tiến đánh Thuần An, trong đêm tập kích nghĩa quân Hồng Nguyên Soái, hàng phục hơn ngàn người, được thụ chức Trướng tiền Tả phó đô chỉ huy kiêm lĩnh Nguyên soái phủ sự. sau đó Văn Trung hội họp với quân đội của Đặng Dũ, Hồ Đại Hải, chiếm Kiến Đức. Chu Nguyên Chương lấy Kiến Đức làm phủ Nghiêm Châu, sai Văn Trung giữ nơi ấy. 
Thủ lĩnh người Miêu ủng hộ nhà Nguyên là Dương Hoàn Giả đem vài vạn người các tộc Miêu, Liêu hai đường thủy lục kéo đến, Văn Trung đem binh nhẹ phá được lục quân địch, cắt đầu và tai, thả trôi trên bè. Thủy quân địch trông thấy thì bỏ trốn. Hoàn Giả tiếp tục xâm phạm, Văn Trung cùng Đặng Dũ đánh đuổi ông ta. Sau đó Văn Trung chiếm được Phổ Giang, cấm đốt phá cướp bóc, tỏ rõ ơn tín. Gia đình Trịnh nghĩa môn tránh loạn vào hang núi , Văn Trung mời họ về, đem binh hộ tống, khiến dân chúng cả mừng. Dương Hoàn Giả mất, thủ hạ của ông ta xin hàng, Văn Trung vỗ về họ, thu được hơn 3 vạn người. 

## Tham gia bình định miền nam
Văn Trung cùng Hồ Đại Hải chiếm được Chư Kỵ. Quân Chu (của Trương Sĩ Thành) xâm phạm Nghiêm Châu, Văn Trung chặn ở cửa đông, sai biệt tướng ra cửa Tiểu Bắc, đi đường tắt tập kích phía sau, giáp kích đại phá địch. Sang tháng, quân Chu lại đến đánh, Văn Trung tiếp tục phá địch ở Đại Lãng than, thừa thắng chiếm Phân Thủy. Quân Chu giữ Tam Khê, Văn Trung phục kích đánh bại địch, chém 6 nguyên soái, thiêu lũy ấy. quân Chu từ đây không dám dòm ngó Nghiêm Châu; Văn Trung được tiến làm Đồng thiêm Hành Xu mật viện sự. 
Hồ Đại Hải bắt được tướng Hán (của Trần Hữu Lượng) là Lý Minh Đạo, Vương Hán Nhị, đưa đến chỗ Văn Trung. Văn Trung thả họ ra, đối đãi theo lễ, khiến họ chiêu hàng tướng giữ Kiến Xương là Vương Phổ; Phổ bèn hàng. Tướng người Miêu là Tưởng Anh, Lưu Chấn giết Đại Hải, chiếm Kim Hoa để nổi dậy; Văn Trung sai tướng đánh đuổi họ, đích thân vỗ về ổn định dân chúng ở đấy. Lính người Miêu ở Xử Châu cũng giết Cảnh Tái Thành để nổi dậy, Văn Trung sai tướng đóng đồn ở Tấn Vân để phòng bị, được bái làm Chiết Đông hành tỉnh tả thừa, Tổng chế Nghiêm, Cù, Tín, Xử, Chư Toàn quân sự. 
10 vạn quân Chu đang đánh gấp Chư Toàn, tướng giữ thành là Tạ Tái Hưng báo gấp, Văn Trung sai Đồng thiêm Hồ Đức Tế đi cứu. Tái Hưng lại xin thêm binh, Văn Trung không đủ binh để đáp ứng. Gặp lúc Chu Nguyên Chương sai Bình chương Thiệu Vinh dẹp loạn ở Xử Châu, Văn Trung bèn đánh tiếng cho Hữu thừa Từ Đạt cùng Thiệu Vinh lập tức đưa đại quân đến. Quân Chu nghe tin thì sợ, tính chạy trong đêm. Đức Tế cùng Tái Hưng soái lính cảm tử vào lúc nửa đếm mở cửa đột kích, đại phá địch; nhờ đó giữ được Chư Toàn. 
Năm sau, Tạ Tái Hưng làm phản để hàng Chu, đưa quân Chu xâm phạm Đông Dương. Văn Trung cùng Hồ Thâm nghênh chiến ở Nghĩa Ô, đem ngàn kỵ binh tạt sườn trận địa của địch, đại phá được. Sau đó Văn Trung dùng kế của Thâm: cách Chư Toàn 50 dặm đắp 1 tòa thành, làm thế ỷ giác. Tướng Chu là Lý Bá Thăng đem 16 vạn quân đến đánh, không hạ được. sang năm, Bá Thăng lại đem 20 vạn người đến đánh thành mới. Văn Trung soái bọn Chu Lượng Tổ đi cứu, đóng quân cách thành mới 10 dặm. Hồ Đức Tế sai người báo rằng địch rất mạnh, đề nghị tạm dừng để đợi đại quân. Văn Trung nói: “Việc binh dựa vào mưu kế chứ không phải số lượng.” rồi hạ lệnh rằng: “Địch nhiều mà kiêu, ta ít mà tinh, lấy tinh gặp kiêu, ắt thắng được vậy. Vật tư địch chất cao như núi, hôm này làm giàu cho bọn mày đấy. Đừng bỏ qua nhé!” Gặp lúc cho làn hơi trắng từ hướng đông bắc kéo đến che phủ quân đội, Văn Trung bói được rằng: “Tất thắng!” Buổi sớm ngày giao chiến, trời nhiều sương mù, Văn Trung tập hợp chư tướng ngửa lên mà thề rằng: “Việc của nước nhà ở một trận này, Văn Trung không dám sợ chết mà ở sau ba quân.” Rồi sai bọn Nguyên soái Từ Đại Hưng, Thang Khắc Minh nắm tả quân, bọn Nghiêm Đức, Vương Đức nắm hữu quân, còn mình tự nắm trung quân chống lại mũi nhọn của địch. Gặp lúc viện binh từ Xử Châu đến, Văn Trung hăng hái xông lên. Sương mù dần tan, Văn Trung cầm sóc đưa vài mươi thiết kỵ, từ trên cao kéo xuống, xông vào đội ngũ trung kiên của địch. Địch lấy kỵ binh tinh nhuệ vây Văn Trung vài vòng, ông tự tay giết địch rất nhiều, buông ngựa rong ruổi, không ai chống nổi. Đại quân thừa thế tràn lên, binh trong thành cũng nổi trống xông ra, khiến địch tan rã. Văn Trung đuổi nà vài mươi dặm, chém mấy vạn thủ cấp, nước suổi đỏ lòm, bắt được 600 tướng hiệu, 3000 giáp sĩ, vật tư, lương thực đếm vài ngày không xong; Lý Bá Thăng một mình chạy thoát. Nghe tin chiến thắng, Chu Nguyên Chương cả mừng, triệu Văn Trung về, đãi tiệc cả ngày, ban cho ngự y và ngựa tốt, rồi sai ông quay về nhiệm sở. 
Mùa thu năm sau nữa, Chu Nguyên Chương tấn công nước Chu, lệnh cho Văn Trung đánh Hàng Châu để khống chế lực lượng ở đấy. Văn Trung soái bọn Chu Lượng Tổ chiếm Đồng Lư, Tân Thành, Phú Dương, rồi đánh Dư Hàng. Tướng giữ thành là Tạ Ngũ, em của Tạ Tái Hưng, Văn Trung dụ hàng ông ta, hứa sẽ không phải chết. Ngũ cùng 5 con trai của Tái Hưng ra hàng, chư tướng xin trị tội, Văn Trung không đồng ý. Văn Trung kéo đến Hàng Châu, tướng giữ thành là Phan Nguyên Minh cũng hàng, ông chỉnh quân tiến vào. Nguyên Minh dùng nữ nhạc để đón, Văn Trung xua tay đuổi đi. Văn Trung đặt bản doanh ở trên lầu cao, hạ lệnh rằng: “Dám vào nhà dân thì chết.” Một tên lính mượn dân cái nồi, bị đem chém để làm gương, khiến người trong thành chịu quy thuận. Văn Trung thu lấy 3 vạn lính, 20 vạn hộc lương; nên được gia chức Vinh lộc đại phu, Chiết Giang hành tỉnh Bình chương sự, trở lại mang họ Lý. 
Chu Nguyên Chương điều binh đánh đất Mân, Văn Trung riêng đưa quân đồn trú Phổ Thành để uy hiếp. Sau khi quân đội khải hoàn, tàn quân Nguyên của bọn Kim Tử Long tụ tập cướp bóc, Văn Trung quay lại đánh dẹp, bình định 3 châu Kiến, Duyên, Đinh. Văn Trung lệnh cho quân đội thu nuôi những đứa trẻ bị bỏ rơi trên đường, cứu sống không đếm xuể. 

## Tham gia chinh phạt miền bắc
Mùa xuân năm Hồng Vũ thứ 2 (1369), Văn Trung lấy thân phận Thiên tướng quân theo Hữu phó tướng quân Thường Ngộ Xuân ra bắc biên, tấn công Thượng Đô, đuổi Nguyên Huệ Tông. Ngộ Xuân mất, Văn Trung nhận lệnh nắm quân của ông ta, phụng chiếu hội họp với Đại tướng quân Từ Đạt đánh Khánh Dương. Hành quân đến Thái Nguyên, nghe tin Đại Đồng bị vây gấp, Văn Trung cho rằng tiện đường nên quyết định đi cứu, bèn đem quân ra Nhạn Môn quan, đến Mã Ấp, đánh bại du kỵ của quân Nguyên, bắt Bình chương Lưu Thiếp Mộc. Quân Minh đến cửa Bạch Dương, gặp trời đổ mưa tuyết, bèn đóng trại ở đấy, Văn Trung lệnh cho họ dời lên 5 dặm, kề cận bờ nước để cố thủ. Quân Nguyên nhân đêm tối cướp trại, Văn Trung giữ chặt không ra. Trời sáng, đại quân Nguyên kéo đến. Văn Trung lấy 2 doanh ra chống đỡ, khiến họ liều chết chiến đấu, nhắm địch mệt mỏi, bèn đưa tinh binh ra đánh, đại phá địch, bắt tướng địch là Thoát Liệt Bá, bắt chém hơn vạn người, đuổi nà đến Mãng Ca thương rồi về. 
Năm sau, Văn Trung được bái làm Chinh lỗ tả phó tướng quân, cùng Đại tướng quân Từ Đạt chia đường bắc chinh. Văn Trung đem 10 vạn người ra Dã Hồ lĩnh, đến Hưng Hòa, thu hàng tướng giữ thành; đến Sát Hãn Não Nhi, bắt Bình chương Trúc Chân; đến núi Lạc Đà, đuổi Bình chương Sa Bất Đinh; đến Khai Bình, thu hàng bọn Bình chương Thượng Đô Hãn. Bấy giờ Nguyên Huệ Tông băng hà, Nguyên Chiêu Tông kế vị; Văn Trung dò biết, đi cả đêm ngày đến Ứng Dương. Chiêu Tông đã chạy lên phía bắc, Văn Trung bắt được vài trăm người, bao gồm con trai ông ta là Mãi Đích Lập Bát Lạt, hậu phi cung nhân và chư vương quan tướng; cùng với ngọc tỷ, kim bảo 15 món của 2 triều Tống, Nguyên, ngọc sách 2 món, các loại trấn khuê, đại khuê, ngọc đái, ngọc phủ đều có 1 món. Văn Trung cho tinh kỵ đuổi nà đến Bắc Khánh châu mới về. Văn Trung đi Hưng Châu, bắt bọn Quốc công Giang Văn Thanh, thu hàng 37000 người; đến núi Hồng La, thu hàng lực lượng của bọn Dương Tư Tổ hơn 16000 người. Văn Trung hiếp tiệp về kinh sư, Minh Thái Tổ Chu Nguyên Chương đích thân ra cửa Phụng Thiên đón. Khi đại phong công thần, Văn Trung được xếp vào nhóm có công cao nhất, thụ chức Khai quốc Phụ vận Thôi thành Tuyên lực vũ thần, Đặc tiến Vinh lộc đại phu, Hữu trụ quốc, Đại đô đốc phủ Tả đô đốc, phong tước Tào quốc công, Đồng tri quân quốc sự, ăn lộc 3000 thạch, nhận Thế khoán. 
Mùa thu năm thứ 4 (1371), bọn Phó Hữu Đức bình định đất Thục, Văn Trung nhận lệnh đi theo, phụ trách việc phủ dụ. Văn Trung đắp thành mới của Thành Đô, chia quân đồn thú những nơi yếu hại, rồi quay về. Năm sau, Văn Trung được khôi phục làm Tả phó tướng quân, theo đông đạo tham gia bắc chinh, ra Cư Dung, đi Hòa Lâm, đến Khẩu Ôn, khiến người Nguyên bỏ trốn. Văn Trung tiến đến sông Lư Cù, lệnh cho bọn bộ tướng Hàn Chánh giữ vật tư, còn mình tự soái đại quân, mỗi người mang theo 2 ngày lương thực, đi gấp đến sông Thổ Lạt. Thái sư Man Tử Cáp Lạt Chương đưa toàn quân Nguyên vượt sông, bày kỵ binh để đợi. Văn Trung xua quân tấn công, địch hơi lui; đến sông A Lỗ Hồn, địch kéo đến nhiều hơn. Ngựa của Văn Trung trúng tên, ông xuống ngựa cầm binh khí ngắn để chiến đấu. Chỉ huy Lý Vinh đem ngựa của mình trao cho Văn Trung, rồi đoạt ngựa của địch mà cưỡi. Văn Trung có ngựa, càng liều chết chiến đấu, rồi phá được địch, bắt được hàng vạn người. Văn Trung đuổi đến Xưng Hải, đại quân Nguyên quay lại tập kích, ông bèn thu quân giữ nơi hiểm yếu, mổ bò đãi tướng sĩ, thả hết gia súc bắt được ra đồng. Quân Nguyên ngờ có mai phục, dần dần bỏ đi. Văn Trung cũng đưa quân về, nhưng lạc đường, đến Tang Ca Nhi Ma thì hết nước. Mọi người rất khát, phải cầu cúng với trời, rồi đào đất ở chỗ con ngựa của Văn Trung nhảy cẫng lên giầm đạp, thì nước suối vọt ra. Ba quân đủ nước uống, bèn giết gia súc để tế trời, rồi trở về. chiến dịch này được triều đình nhận định là thắng bại tương đương, nhưng Tuyên Ninh hầu Tào Lương Thần, Chỉ huy sứ Chu Hiển, Thường Vinh, Trương Diệu đều tử trận, nên quân đội của Văn Trung không được thưởng. 
Năm thứ 6 (1373), Văn Trung đi vùng ven Bắc Bình, Sơn Tây, đánh bại địch ở thôn Tam Giác. Năm thứ 7 (1374), Văn Trung sai bộ tướng chia đường ra khỏi biên giới, đến Tam Bất Lạt Xuyên, bắt Bình chương Trần An Lễ; đến Thuận Ninh, Dương Môn, chém Chân Châu Lư; đến Bạch Đăng, bắt Thái úy Bất Hoa. Mùa thu năm ấy, Văn Trung soái quân đánh Đai Ninh, Cao Châu, chiếm được các nơi ấy, chém Tông vương Đóa Đóa Thất Lý, bắt Thừa chỉ Bách Gia Nô; đuổi nà đến núi Chiên Mạo, chém Lỗ vương, bắt vương phi của ông ta cùng bọn Tư đồ Đáp Hải; đến Phong Châu, bắt quan viên cũ của nhà Nguyên 12 người, ngựa, lạc đà, bò, dê rất nhiều, đuổi nà đến Bách Cán Nhi mới về. Từ đây về sau Văn Trung nhiều lần ra quân phòng bị vùng biên. 
Năm thứ 10 (1377), Văn Trung nhận mệnh cùng Hàn quốc công Lý Thiện Trường bàn bạc quân quốc đại sự. Năm thứ 12 (1379), 18 tộc Phiên ở Thao Châu nổi dậy, Văn Trung cùng Tây Bình hầu Mộc Anh hợp binh đánh dẹp, đắp thành bên dòng sông chảy ra từ mặt nam của núi Đông Lung, đặt Thao Châu vệ. Văn Trung quay về nói nước trong thành Tây An mặn lợ không thể uống, xin đào đất dẫn ngòi Long Thủ vào thành để tiện cho việc cấp nước, triều đình nghe theo. Quay về kinh sư, Văn Trung được coi phủ Đại đô đốc kiêm lĩnh việc của Quốc tử giám. 

## Cuối đời
Văn Trung tính độ lượng, thâm trầm, người ta không dò xét được. Khi ra trận, Văn Trung hăng hái xông pha, gặp địch mạnh thì càng tợn. Nhưng Văn Trung cũng rất ưa học tập, thờ người Kim Hoa là Phạm Tổ Cán, Hồ Hàn làm thầy, nên thông hiểu kinh nghĩa, làm thơ ca tỏ được phong thái hào hùng. Ban đầu, Chu Nguyên Chương chiếm phủ Ứng Thiên, lấy cớ quân đội không đủ dùng, tăng thuế ruộng của dân, Văn Trung cầu xin, nên họ được giảm ngạch. Sau khi cởi binh quyền về nhà, Văn Trung nhàn nhã như nhà Nho, khiến Thái Tổ yêu mến và xem trọng. Nhà Văn Trung có nhiều khách, ông nghe theo lời họ: khuyên đế bớt giết chóc; can ngăn việc đế đòi đánh Nhật Bản; còn nói hoạn quan quá nhiều, chẳng phải thiên tử làm trái với lễ giáo hay sao!? . Những lời này trái ý đế, khiến Văn Trung phải chịu khiển trách. 
Mùa đông năm thứ 16 (1383), Văn Trung mắc bệnh. Đế đích thân đến thăm, sai Hoài An hầu Hoa Trung coi việc chữa trị. Tháng 3 ÂL năm sau, Văn Trung mất, hưởng thọ 46 tuổi. Đế ngờ Hoa Trung đầu độc ông, biếm tước ông ta, đày gia thuộc đi Kiến Xương vệ; chém tất cả thầy thuốc tham gia chữa trị cùng vợ con họ. Đế đích thân làm văn tế, truy phong Văn Trung làm Kỳ Dương vương, thụy Vũ Tĩnh; phối thờ ở Thái miếu, vẽ tranh ở miếu Công thần.  

## Gia đình
Mẹ là Chu Phật Nữ (1315 – 1350)   là con gái thứ của Minh Nhân Tổ Chu Thế Trân, chị gái của Minh Thái Tổ. Năm Hồng Vũ đầu tiên (1368), bà được sách làm Hiếu thân công chúa. Năm thứ 3 (1370), bà được truy sách làm Lũng Tây trưởng công chúa. Năm thứ 5 (1372), nhờ Văn Trung có công, bà lại được gia sách làm Tào quốc trưởng công chúa. 
Cha là Lý Trinh (1304 – 1379), ban đầu được phong tước Ân thân hầu, Phò mã đô úy. Nhờ Văn Trung có công, Trinh được phong đến Hữu trụ quốc, Tào quốc công. Sau khi Văn Trung mất, Trinh lại được truy phong Lũng Tây vương, thụy là Cung Hiến.  
Văn Trung có 3 con trai: Cảnh Long, Tăng Chi, Phương Anh, đều do Minh Thái Tổ ban tên.
- Lý Cảnh Long: cố sự được chép phụ vào liệt truyện của cha.
- Lý Tăng Chi: ban đầu được thụ làm Huân vệ, cất nhắc đến Tiền quân tả đô đốc.
- Lý Phương Anh: được làm đến Trung đô chánh lưu thủ. 